# ペネロープ・シーレン
ペネロープ・シーレン（Penelope Anne Coelen、1940年4月15日 - ）は、南アフリカ連邦（現・南アフリカ共和国）の元モデル・女優。ミス・ワールド1958として知られる。

## 経歴
1940年4月15日、父Henry Walter Coelenと母Joyce Elsieのもと、英国サリー・カウンティスペルソーン・バラシェパートンに生まれる。
ダーバンに育つ。Durban Girls' High School卒業。
ダーバンで秘書として働いていた1958年、ミス・ワールド1958に出場。タレント部門でピアノを披露し、優勝。南アフリカ代表として初。この時着ていたイブニングガウンをデザインしたBertha Pfister（ケープタウンのDarling StreetでMadame Elaineを経営）は、彼女について「ペニーは楽しくて礼儀正しいな人。普段ほとんどお化粧をしない。まじめな人で一緒に仕事をするのは楽」とコメントしている。
1958年11月28日、テレビ番組To Tell the Truthに出演。
2014年12月24日、ミス・ワールド2014で南アフリカ代表のRolene Straussが優勝するが、家族がラグビーの試合を見ていたため決勝と表彰式は見逃した。メディアの取材に対し、「彼女が南アフリカにタイトルを持ち帰ったことを本当に誇りに思います」とコメント。所属事務所もなく、専門的な助言をしてくれる人もいなかった自らの若いころを顧み、「キャリア形成に大きく関与する契約書は細かいところまで目を通す」ようにRoleneにアドバイスしている。

### その他
Rosa Penny Coelenという薔薇がある。

## 私生活
南アフリカに戻り、ナタール州出身の裕福なサトウキビ農家Michel "Micky" Reyと結婚。Penelope Coelen Reyとなる。5人の息子を育てる。美容サロンを経営するかたわら公演活動を行う。2019年、夫死去。